# Memorii din timpul războiului
Memorii din timpul războiului este o operă literară scrisă de Ion Luca Caragiale. 